# Alalakh
Alalakh (o Alalah, l'odierna Tell Atchana presso Antakya, l'antica Antiochia, Turchia) è un'antica città amorrea, presso la regione di Hatay nel sud della Turchia.

## Storia
Alalakh fiorì come insediamento urbano nella media e tarda Età del Bronzo, tra il 2.000 e il 1.200 a.C., nella parte più occidentale della Mezzaluna Fertile. Il primo palazzo della cittadella di Alalakh fu costruito nel 2000 a.C. circa, ai tempi della Terza dinastia di Ur.
Da tavolette reperite a Mari e risalenti al diciottesimo secolo a.C., è noto che la città inizialmente si chiamava Alakhtum, e faceva parte del regno di Yamkhad. Una serie di tavolette registra come il re Sumu-Epeh vendette il territorio di Alakhtum al genero Zimri-Lim, re di Mari, mantenendo per sé la sovranità. Dopo la caduta di Mari nel 1760 ca., sembra che Alalakh sia tornata nuovamente sotto il regno di Yamkhad.
Il suo VII livello fu distrutto dal re ittita Hattushili I.

## Sito archeologico

### Localizzazione
Il sito si trova nella valle di Amik, a circa 2 chilometri dal moderno confine tra Siria e Turchia. 
Gli insediamenti umani nella valle dell'Amik risalgono al periodo neolitico, iniziando a datare già dal 6.000 a.C. . 

### Il sito
Il sito archeologico di Alalakh, dove sono state portati alla luce palazzi, templi, case private e fortificazioni, hanno formato un vasto rilievo che copre circa 22 ettari.